# Michigan Womyn's Music Festival
Michigan Womyn's Music Festival (MWMF, ook Michfest) was een Amerikaans jaarlijks meerdaags muziekfestival voor women's music: muziek door vrouwen, over vrouwen en voor vrouwen. Het ontstond in de jaren 1970 vanuit het radicale lesbisch feminisme van de tweede feministische golf en vond plaats van 1976 tot 2015 in Oceana County (Michigan). Het liet alleen vrouwen (en kleine kinderen) toe. Van 1991 tot de afgelasting in 2015 was het festival controversieel omdat het transvrouwen niet toeliet.